# Griekse kampioenschappen schaatsen afstanden
De Griekse kampioenschappen schaatsen afstanden werden in 2025 georganiseerd. Hierbij wordt om de nationale titels op de 500 en 1000 meter gestreden.
De eerste editie werd gehouden op IJsbaan Haarlem. Het kampioenschap werd georganiseerd doordat Kai in 't Veld, een Nederlandse schaatser uitkomend voor Griekenland, zich wilde plaatsen voor de Olympische Winterspelen 2026. Hiervoor was het belangrijk dat er meer vestigingen van meer schaatscompetities in Griekenland kwamen om zich aan te sluiten bij de Internationale Schaatsunie. Dit zorgde voor het laten zien van ontwikkelingspotentieel, waaronder het organiseren van twee kampioenschappen met meerdere deelnemers. In 't Veld en zijn ploeg hadden hulp ingeroepen van een familievriend om de communicatie tussen Nederland en Griekenland te verbeteren, en zijn enthousiast over de ondersteuning van andere Griekse schaatsers.
De deelname van de andere Griekse schaatsers aan het kampioenschap was bemoeilijkt door logistieke problemen, maar ze zijn van plan om in februari deel te nemen aan een trainingsstage met In ’t Veld. Hierdoor was In ’t Veld de enige deelnemer aan de start en won zo de beide Griekse titels.

## Medaillewinnaars mannen

### 500 meter
| Jaar | Plaats          | Goud           | Zilver          | Brons           |
| ---- | --------------- | -------------- | --------------- | --------------- |
| 2025 | IJsbaan Haarlem | Kai in 't Veld | niet uitgereikt | niet uitgereikt |

### 1000 meter
| Jaar | Plaats          | Goud           | Zilver          | Brons           |
| ---- | --------------- | -------------- | --------------- | --------------- |
| 2025 | IJsbaan Haarlem | Kai in 't Veld | niet uitgereikt | niet uitgereikt |

### Ranglijst
Bijgewerkt tot en met GK Afstanden 2025.
| Rang | Schaatser      | Goud | Zilver | Brons | Totaal |
| ---- | -------------- | ---- | ------ | ----- | ------ |
| 1    | Kai in 't Veld | 2    | 0      | 0     | 2      |

 België · 
 Canada · 
 China · 
 Duitsland · 
 Finland · 
 Frankrijk · 
 Griekenland · 
 Hongarije · 
 Italië · 
 Japan · 
 Kazachstan · 
 Nederland (mannen) - (vrouwen) · 
 Noorwegen (mannen) - (vrouwen) · 
 Oekraïne · 
 Oostenrijk · 
 Polen · 
 Roemenië · 
 Rusland · 
 Tsjechië · 
 Verenigde Staten · 
 Wit-Rusland · 
 Zuid-Korea · 
 Zweden · 
 Zwitserland
 Nederlandse kampioenschappen schaatsen

Afstanden
mannen - vrouwen · 
Allround
mannen - vrouwen · 
Sprint
mannen - vrouwen